# Skałat

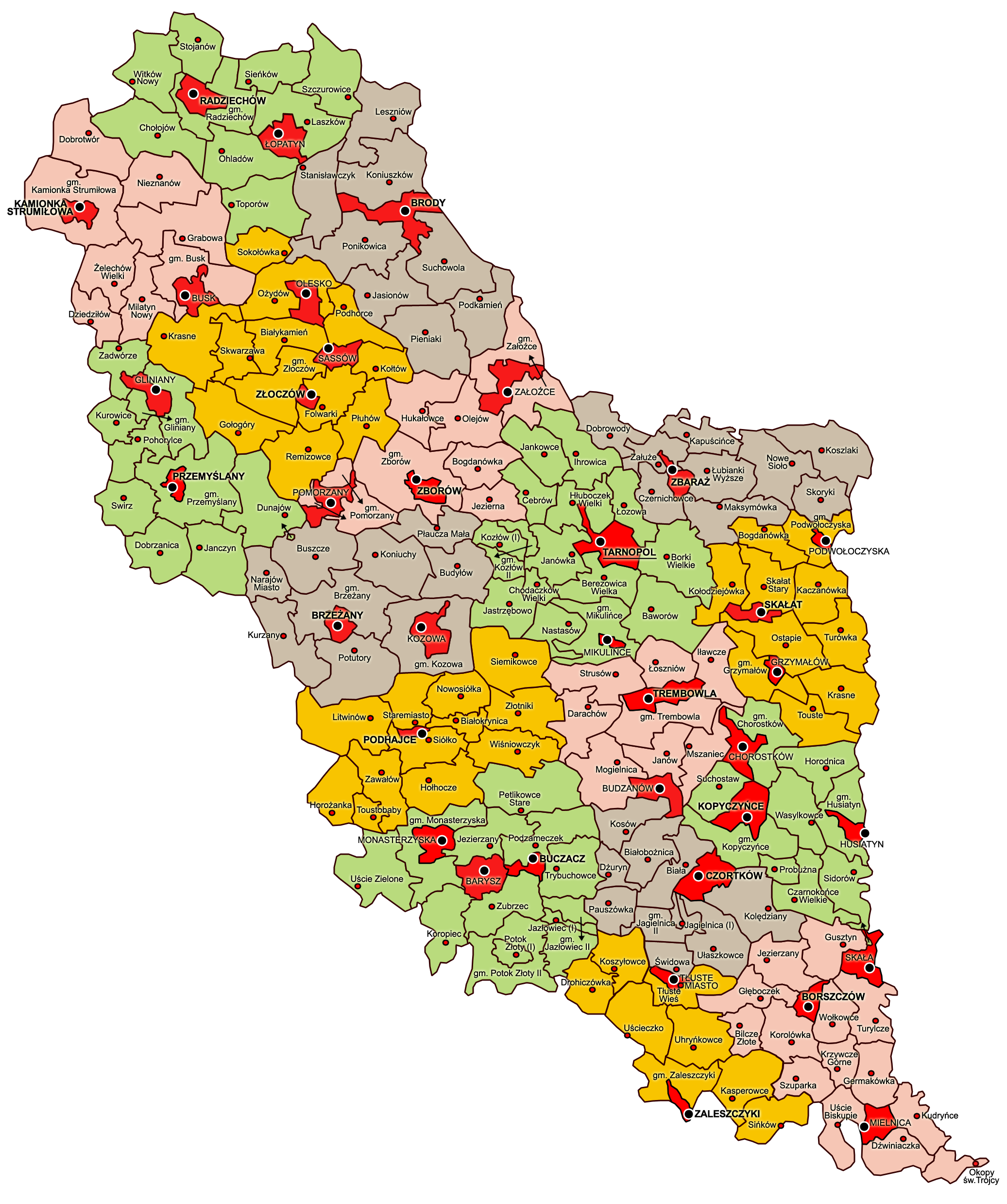
Położenie na mapie województwa tarnopolskiego do roku 1939

Skałat (ukr. Скалат) – miasto w rejonie tarnopolskim na zachodniej Ukrainie w obwodzie tarnopolskim nad rzeką Gniłą, dopływem Zbrucza, w paśmie Miodoborów, lokowane na prawie magdeburskim w roku 1600 (bądź 1634).

## Historia

### Przed rokiem 1600
Pierwsza wzmianka o wsi Skałat leżącej w ziemi halickiej pochodzi z 1512 roku bądź z 1564

### Lata 1600–1772
W latach 1600–1772 miasto w Rzeczypospolitej, powiecie trembowelskim ziemi halickiej województwa ruskiego. Około 1600 Sienieńscy – prawdopodobnie Zbigniew Sienieński (zm. 1633), kasztelan lubelski, syn Jana, kasztelana halickiego – rozpoczął budowę zamku i założył miasto, które nazwał Dębno (od nazwy herbu rodu). Nazwa nie utrzymała się. W 1602 r. Skałat przeszedł w ręce Chodkiewiczów, a w 1614 książąt Koreckich. Książę Karol Korecki wydzierżawił Jędrzejowi Łochowskiemu herbu Belina miasteczko Skałat i wsie Nowosiółki, Kamionkę, Kołodziejówkę i dwie inne na trzy lata za ryczałtową sumę 6450 zł. W 1627 r. Skałat przeszedł w posiadanie rodu Wichrowskich. Miecznik halicki Krzysztof Wichrowski rozbudował zamek około 1630 roku i erygował parafię rzymskokatolicką (1632). Jako wiano córki, Weroniki Wichrowskiej Skałat przeszedł w posiadanie rodu Firlejów. Na mapie Ukrainae pars quae Podolia Palatinatus vulgo dicitur Beauplana sprzed 1648 roku Skałat występował jako wieś kościelna, podczas gdy Tarnopol, Chorostków, Satanów jako ufortyfikowane miasta; został też omyłkowo razem z Tarnopolem zaliczony do województwa podolskiego. Podczas powstania Chmielnickiego w latach 1648, 1649 i 1651 zamek został zrujnowany. Wkrótce potem w czasie potopu szwedzkiego 26 lipca 1657 pod Skałatem sprzymierzeni z Rzecząpospolitą Tatarzy rozgromili wracające do Siedmiogródu z wyprawy przeciw Polsce wojska Jerzego II Rakoczego, który 3 dni wcześniej skapitulował przed wojskiem polskim pod Międzybożem. Zginęło 500 żołnierzy a 11 000 dostało się do niewoli tatarskiej. Najazd turecki 1672 roku zniszczył miasteczko, które popadło w kompletną ruinę po zdobyciu przez 40-tysięczną armię turecko-tatarską Szyszmana Paszy w 1675. Miasto bardzo powoli wracało do życia. Pod koniec XVII wieku Jan Firlej przebudował zamek i zaadaptował jako swoją rezydencję. Wewnątrz zamku przy wschodnim murze wybudowano pałac, a w północno-wschodnim murze pojawiła się brama wjazdowa ozdobiona figurą rycerza, urnami i tablicą informacyjną opisującą historię zamku. Odnowiono też wieże zamkowe, dodano 2 ceglane kondygnacje licowane kamieniem wapiennym. Mury zamkowe miały odtąd 6 metrów wysokości i 2 metry grubości. W XVIII wieku właścicielami Skałatu zostali Kalinowscy. Anna z Lanckorońskich Kalinowska w 1743 założyła w miasteczku szpital dla ubogich. Król Stanisław August Poniatowski w 1766 roku potwierdził prawa miejskie Skałatu. Z tego też okresu zachował się w Archiwum Głównym Akt Danych list polecający wydany w 1780 r. przez magistrat miasta Skałat dla poddanego Jakuba Przeniakowskiego dla poszukiwania przez niego syna, którego uprowadził miejscowy paroch (proboszcz greckokatolicki) w czasie prażniku (święta kościelnego). Rolę Skałatu w czasach I Rzeczypospolitej podsumowali w 1844 r. Baliński i Lipiński słowami: „Skałat nad Gniłą, Touste nad tąż rzeką, Chorostków nad Tajną i Kopyczyńce nad dużym stawem, mało znaczące mieściny w pow. trębowelskim”.

### Lata 1772–1809
Skałat włączony został po I rozbiorze (1772) do monarchii Habsburgów (od 1804 Cesarstwo Austrii) i przydzielony przejściowo do cyrkułu złoczowskiego (Zloczowsche Kreis), a następnie do cyrkułu tarnopolskiego (La cercle de Tarnopol).
Według Kuropatnickiego w roku 1786 Skałat należał do Tarłów ze Szczekarzewic. Natomiast według innych źródeł dobra skałackie przeszły w ręce Scypionów jako wiano Ireny Firlej, ostatniej z rodu, w momencie jej ślubu z Józefem Scipio del Campo, marszałkiem nadwornym litewskim. Hodowano tu wtedy konie pełnej krwi – jedno z trzech sławnych „stad sułtańskich” oraz dromadery. Staraniem Marii z Wodzickich Scypionowej odbudowano zamek skałacki ze zniszczeń i wzniesiono nową rezydencję w obrębie jego murów.

### Lata 1809–1815
Pod koniec maja 1809 roku w trakcie wojny francusko-austriackiej wojska Księstwa Warszawskiego pod dowództwem płk. Piotra Strzyżewskiego wkroczyły do Galicji Wschodniej i po kilku zwycięskich bitwach i potyczkach pod Tarnopolem, Wieniawką, Chorostkowem i Zaleszczykami zajęły prawie cały jej obszar aż po Dniestr. Po wejściu do Galicji armii
formalnie sprzymierzonej z Francją Rosji wojska polskie zmuszone były wycofać się na zachód, a miejscowości uprzednio wyzwolone zostały zajęte przez armię rosyjską. Na mocy traktatu z Schönbrunn (14 października 1809) Skałat razem z całym „Krajem Tarnopolskim” włączony został w granice Cesarstwa Rosyjskiego jako rekompensata za udział w wojnie po stronie francuskiej.

### Lata 1815–1918
Po kongresie wiedeńskim Skałat wrócił w granice Cesarstwa Austrii i przeszedł we władanie rodziny Poniatowskich, którzy stworzyli w mieście w 1817 pierwszy zakład przemysłowy – wytwórnię potażu, w 1821 otwarli szkołę, a w 1827 wsparli budowę murowanego kościoła pw. Wniebowzięcia Najświętszej Marii Panny. W 1857 r. Skałat liczył 4008 mieszkańców. Od 1869 r. kolejnymi właścicielami zamku wraz z całym majątkiem była żydowska rodzina Rozenstocków – najpierw Sueskind, a później Maurycy i Bernard. Maurycy Rozenstock, deputowany Izby Handlowej w Brodach do parlamentu austriackiego, został przez cesarza Franciszka Józefa I uszlachcony i przyjął nazwisko Maurycy Edler von Rozstocki. Po przekształceniu monarchii w Austro-Węgry, w okresie autonomii galicyjskiej, po reformie samorządu terytorialnego w 1867 roku Skałat zaczął z wolna wychodzić z okresu stagnacji. Do 1918 był miastem powiatowym w kraju koronnym Galicji w składzie Austro-Węgier. Wybudowano wtedy m.in. murowany budynek starostwa. W 1870 roku mieszkało tu 4593 mieszkańców, a w 10 lat później 5702 mieszkańców, z czego 1657 rzymskich katolików, 1362 grekokatolików i 2680 żydów. W 1872 wybudowano nową murowaną cerkiew greckokatolicką pw. Przemienienia Pańskiego. W 1897 r. Skałat został połączony linią kolejową z Tarnopolem, co zwiastowało dalszy pomyślny rozwój, lecz w 1898 roku wielki pożar strawił prawie całe miasto – w tym kościół parafialny. Szybko przystąpiono do odbudowy kościoła według projektu architekta Teodora Talowskiego, którą zakończono w 1901 roku. U progu I wojny światowej Skałat liczył już 6300 mieszkańców.

### Lata 1918–1939
W pierwszych dniach listopada 1918 roku działacze ukraińscy, zajęli wszystkie istotniejsze placówki i budynki publiczne, przejmując miasto pod administrację Zachodnioukraińskiej Republiki Ludowej. Urzędnicy publiczni – w większości narodowości polskiej odmówili uznania władz ukraińskich i bojkotowali ich zarządzenia. Jedynie lekarze powiatowi nadal pełnili w Skałacie swoje funkcje. Napięcie pomiędzy Polakami i Ukraińcami narastało w miarę rozwoju wojny polsko-ukraińskiej. Eskalacja nacjonalistycznych nastrojów doprowadziła do zamordowania 23 kwietnia 1919 polskiego księdza, Waleriana Raby wikariusza parafii rzymskokatolickiej Skałat, znanego z patriotycznej postawy. 16 lipca 1919 roku Skałat został zajęty przez Wojsko Polskie. W listopadzie w Skałacie lokalne władze pocztowe przedrukowały pozostające na stanie Urzędu Pocztowego znaczki austriackie. Przedruku dokonano pieczęcią metalową z orłem w koronie w środkowej części, nad nim napis „Poczta Polska” oraz napis „SKAŁAT” pod orłem. Tym sposobem powstało prowizoryczne wydanie lokalne znaczków, bardzo poszukiwane przez filatelistów – kolekcjonerów poczt lokalnych i prowizoriów po I wojnie światowej. Od 16 lipca 1919 do 14 marca 1923 r. Skałat znajdował pod administracją tymczasową Polski, zatwierdzoną przez paryską konferencję pokojową 25 czerwca 1919. Suwerenność Polski na terytorium Galicji Wschodniej Rada Ambasadorów uznała 15 marca 1923. W latach 1923–1939: miasto powiatowe (powiat skałacki: Grzymałów, Podwołoczyska, Tarnoruda i Touste) w utworzonym w r. 1921 województwie tarnopolskim i garnizon macierzysty batalionu KOP „Skałat”. W 1939 roku miasteczko wraz z przedmieściami Mantiawa, Księży Kąt i Targowica liczyło ponad 7 tysięcy mieszkańców – Żydów, Polaków i Ukraińców.

### Lata 1939–1945
Armia Czerwona zaatakowała Polskę, przekraczając graniczną rzekę Zbrucz na odcinku bronionym przez batalion KOP „Skałat” 17 września 1939 roku między godziną 3 a 5 rano. Po krótkiej obronie na placówkach granicznych główne siły batalionu zostały okrążone i złożyły broń. Sowieci ominęli Skałat i posuwali się na Tarnopol. Do Skałatu wkroczyli dopiero 21 września. Zaczęły się aresztowania, doraźne egzekucje (w baszcie zamkowej) i selekcja oficerów i policjantów do wysyłki do obozów w Kozielsku, Ostaszkowie i Starobielsku. W Katyniu zginęli: kpt. Czesław Klepacz, kpt. Tadeusz Komorowski, kpt. Adam Komorowski, kpt. Jan Olejniczak, ppor. Aleksander Gąska, ppor. Julian Sierżant – z batalionu KOP „Skałat”; w Twerze zamordowano policjantów ze Skałatu: Stanisława Bardega, Jana Krzeszowskiego, Juliana Pardelę, Józefa Stebnickiego, Stefana Tężyckiego, Franciszka Zadragę oraz kpt. Józefa Dębowskiego i kpt. Józefa Bitkę z batalionu KOP „Skałat”; w Charkowie zamordowano: kpt. Kazimierza Domaradzkiego, por. Władysława Drozdowskiego – z batalionu KOP „Skałat”. Po wkroczeniu Niemców do Skałatu 7 lipca 1941 miejscowi Ukraińcy dokonali pogromu Żydów, w którym zginęło 560 mieszkańców. Władze hitlerowskie zamknęły wszystkich miejscowych Żydów w getcie. Rozpoczęły się transporty do obozu zagłady w Bełżcu – pierwszy pod koniec sierpnia 1942, a następne: 21 października 1942 – 3000 wywiezionych, 9 listopada 1942 – 1100 wywiezionych. Żydzi z okolicznych miejscowości powiatu zostali stłoczeni po kilka rodzin w mieszkaniu w getcie skałackim jesienią 1942, 300 więziono w obozie pracy założonym w Skałacie. 7 kwietnia 1943 hitlerowcy zamordowali 700 mieszkańców getta, 9 czerwca – 600, a 30 czerwca 200 pozostałych jeszcze przy życiu więźniów obozu pracy. Do wkroczenia Sowietów przeżyło 190 Żydów. Ku czci pomordowanych wzniesiono w 1996 roku pomnik na miejscu straceń pod Nowosiółką Skałacką, a w 2002 obelisk na ocalałym skrawku cmentarza żydowskiego. W trakcie okupacji hitlerowskiej zginęło też z rąk ukraińskich nacjonalistów ok. 40 Polaków. Wielu Polaków z okolicznych wsi, gdzie sytuacja było o wiele bardziej niebezpieczna schroniło się w mieście. W obronie przed atakami ukraińskimi w dzielnicy Mantiawa Polacy zorganizowali samoobronę.
22 marca 1944 Sowieci ponowne zajęli Skałat.

### Lata 1945–1991
Po konferencji jałtańskiej (4–11 lutego 1945), wyłoniony w konsekwencji jej ustaleń Tymczasowy Rząd Jedności Narodowej podpisał 16 sierpnia 1945 umowę z ZSRR, uznając nieco zmodyfikowaną linię Curzona za wschodnią granicę Polski, w oparciu o porozumienie o granicy zawarte pomiędzy PKWN i rządem ZSRR 27 lipca 1944. W konsekwencji umowy Skałat wraz z województwem tarnopolskim włączono do ZSRR. W latach 1945 Skałat znajdował się na terytorium Ukraińskiej Socjalistycznej Republiki Radzieckiej. Skałat poniósł w wyniku II wojny światowej wielkie straty ludnościowe – po wymordowaniu ludności żydowskiej i wyjeździe prawie całej ludności polskiej, ludność miasteczka spadła do około 2 tysięcy mieszkańców i utraciło ono w 1962 roku status stolicy rejonu. Władze rejonowe zostały przeniesione do Podwołoczysk.
W 1963 roku miejscowe władze wysadziły w powietrze kościół.
W 1989 liczyło 4260 mieszkańców.

### Od 1991 roku
Od 1991 Skałat znajduje się na terytorium niepodległej Ukrainy.
Do 2020 w rejonie podwołoczyskim.
Dziś miasteczko stanowi niewielki ośrodek przetwórstwa – znajdują się tu małe zakłady: Agro-park Sp. z o.o. (przetwórstwo mięsa), Agromłyn (młyn zbożowy) oraz Lotos SA (chemia gospodarcza). W latach 1995–2002 w pobliżu miejsca, gdzie stał niegdyś stary kościół, zbudowano nową świątynię pw. św. Anny.
W 2013 liczyło 4018 mieszkańców.

## Zabytki

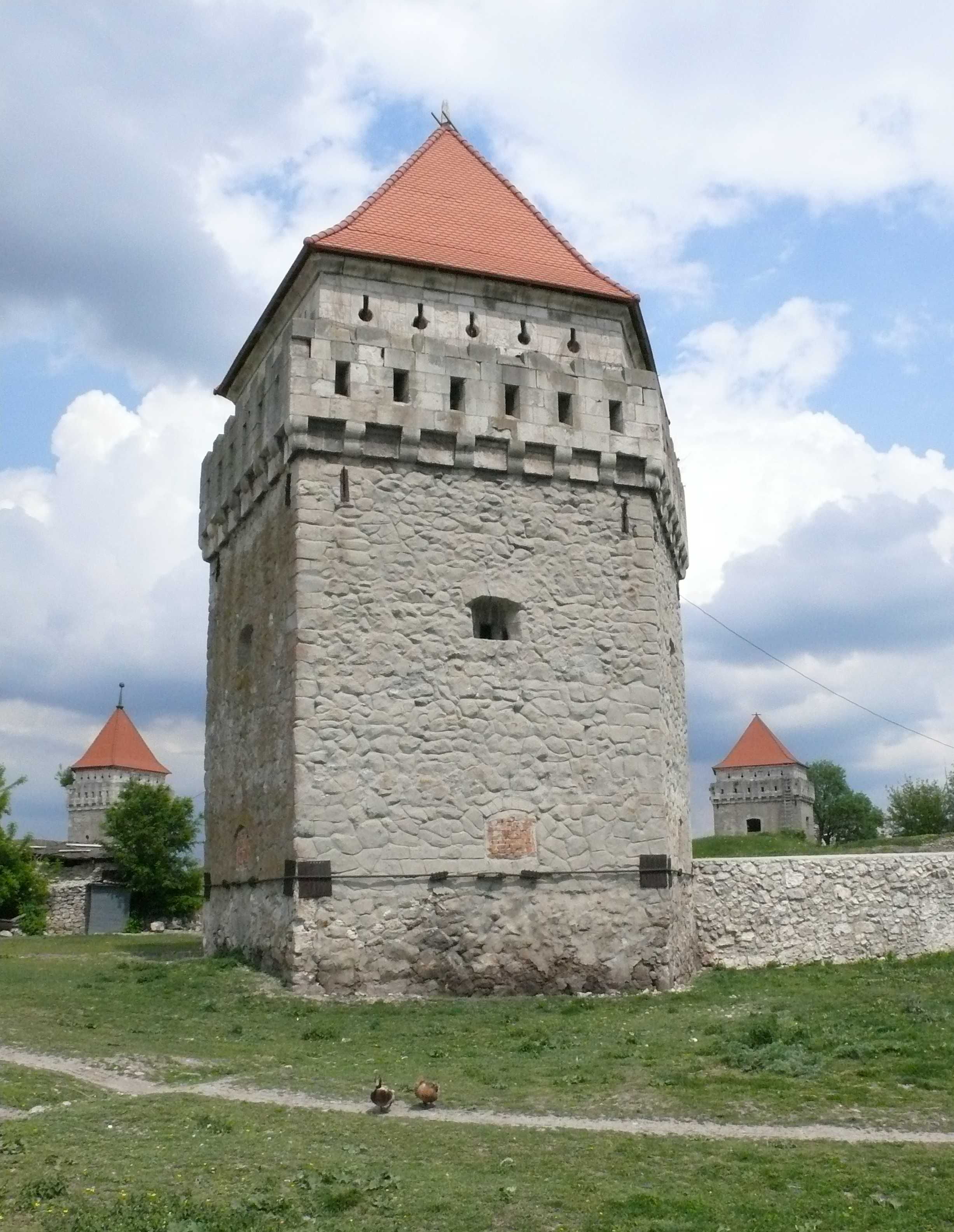
Zamek

- zamek[22] z około 1600 r. fundacji Sienieńskich. Następnie kolejno przechodził pod własność Chodkiewiczów, Koreckich, Wichrowskich, Firlejów, Scipio del Campów, Kalinowskich, Poniatowskich, a od 1869 r. zamkiem władali Rozenstockowie, którzy byli w jego posiadaniu do I wojny światowej
- synagoga z XVII w., zrujnowana w czasie II wojny światowej. Odbudowana bez zachowania pierwotnej struktury
- cerkiew pw. Przemienienia Pańskiego z 1872 roku, na planie krzyża greckiego z kopułą na skrzyżowaniu naw
- kaplica cmentarna rzymskokatolicka z 1939 r.
- przedwojenne kamienice, szkoła powszechna, poczta, sąd, dworzec kolejowy – zachowane
- gmach „Sokoła” (1909), koszary KOP, Dom Żołnierza – opuszczone i zdewastowane.

## Parafia i dekanat rzymskokatolicki
Parafia Skałat do roku 1900 należała do dekanatu tarnopolskiego i obejmowała następujące miejscowości: Bogdanówka, Horodnica, Kamionki, Kołodziejówka, Krzywe, Mołczanówka, Nowosiółka, Panasówka, Połupanówka, Poznanka Gniła, Rosochowaciec, Skałat Stary.
Na początku XX wieku powstało na terenie parafii kilka nowych kościołów, które usamodzielniły się prowadząc w efekcie do powstania odrębnego dekanatu skałackiego: Połupanówka – od roku 1913 samodzielna parafia wyodrębniona z parafii Skałat, obejmując wieś Stary Skałat; Chmieliska – od roku 1903 samodzielna parafia wyodrębniona z parafii Skałat i Hałuszczyńce obejmująca wieś Mołczanówka; Kołodziejówka – od roku 1908 samodzielna parafia wyodrębniona z parafii Skałat obejmująca wieś Panasówka.
W 1939 r. dekanat skałacki obejmował 18 parafii: Chmieliska (1249), Grzymałów (6607 wiernych), Hałuszczyńce (2569), Kaczanówka (4421), Koszlaki (1387), Ostapie (2404), Skałat (5562), Tarnoruda (835), Toki (993), Touste (2571), Kołodziejówka (1805), Krasne (2284), Medyń (1998), Nowe Sioło (497), Podwołoczyska (3135), Połupanówka (2496), Rasztowce (560), Turówka (655).

## Dekanat greckokatolicki
Dekanat Skałat obejmował do roku 1900 następujące parafie: Borki Małe, Bucyki, Hlibów, Grzymałów, Dubkowce, Żerebki Wielkie, Zielona, Iwanówka, Iławcze, Kałaharówka, Kamionki, Kaczanówka, Kokoszyńce, Kołodziejówka, Krasne, Krzywe, Łuka Mała, Okno, Orzechowiec, Ostapie, Poznanka Gniła, Rożyska, Skałat, Skałat Stary, Sorocko, Staromiejszczyzna, Touste, Turówka, Chmieliska.

## Ludzie związani ze Skałatem
- Ignacy i Marta Chruszczowie – polscy Sprawiedliwi wśród Narodów Świata, którzy ukrywali Rudolfa i Ninę Żarkowerów oraz Hindę Schönhaut[24][25]
- Iwanna Jarmolik – ukraińska Sprawiedliwa wśród Narodów Świata, niosła pomoc Miriam Schönberg[26]
- Edward Klich – polski slawista, profesor Uniwersytetu Poznańskiego,
- Iwan Naumowycz – proboszcz parafii greckokatolickiej w Skałacie, jeden z przywódców ruchu obrzędowego w Galicji, poseł do Sejmu Krajowego (1861–1866) i parlamentu austriackiego (1873–1879), jeden z liderów ruchu moskalofilskiego,
- Leon Jan Piniński – honorowy obywatel miasta w 1898[27]
- Walerian Raba – polski ksiądz, wikariusz parafii rzymskokatolickiej w Skałacie, działacz patriotyczny, zamordowany przez Ukraińców w kwietniu 1919 roku (tablica pamiątkowa).
- Randia (Bronisława Korsun) – polska piosenkarka pochodzenia romskiego.
- Petro i Olha Stebelscy – ukraińscy Sprawiedliwi wśród Narodów Świata, ukrywali Miriam Schönberg i jej braci, Meira i Mila[28][29]
- Leszek Winowski – polski historyk prawa, profesor Uniwersytetu Lubelskiego i Wrocławskiego.
- Maria Winowska – polska pisarka i publicystka katolicka.